# داليبور دودير
داليبور دودير (بالسويدية: Dalibor Doder) مواليد 24 مايو 1979 في مالمو، هو لاعب كرة يد سويدي يلعب كوسط مدافع. يلعب حاليا مع نادي مندن لكرة اليد ويحمل الرقم 33. مثل منتخب السويد لكرة اليد. شارك في دورة الألعاب الأولمبية الصيفية سنة 2012.

## المسيرة الاحترافية
لعب مع نادي أرغون لكرة اليد في الدوري الإسباني من سنة 2005 إلى 2009، ثم لعب مع أديمار ليون في موسم 2009–2010، ثم لعب مع نادي مندن لكرة اليد في الدوري الألماني في سنة 2010.

## سجل المنافسة
شارك في البطولات التالية:
- بطولة أوروبا لكرة اليد للرجال 2012
- الألعاب الأولمبية الصيفية 2012

## الميداليات
| الميدالية | المسابقة                       |
| --------- | ------------------------------ |
| فضية      | الألعاب الأولمبية الصيفية 2012 |

## روابط خارجية
- داليبور دودير على موقع الاتحاد الأوروبي لكرة اليد (الإنجليزية)
- داليبور دودير على موقع أوليمبيديا (الإنجليزية)
- داليبور دودير على موقع اللجنة الأولمبية السويدية (السويدية)